# Tubo di Claisen
Il tubo di Claisen o più comunemente testa di Claisen è un pezzo di vetreria di laboratorio utilizzata per le distillazioni. Prende il nome dal chimico tedesco Rainer Ludwig Claisen.

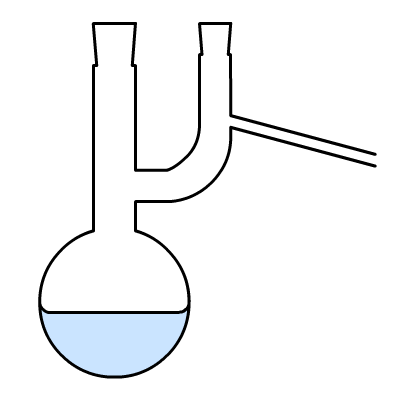
Schema del Tubo di Claisen.

Si tratta di un tubo a gomito ascendente dotato di due innesti "maschi" uno verticale per l'attacco alla colonna di rettifica o direttamente al recipiente di distillazione, e un innesto diagonale per il collegamento al condensatore e due innesti "femmine" posti superiormente: uno che normalmente viene chiuso, che può essere eventualmente utilizzato per inserire un ulteriore refrigerante in verticale e un altro, la continuazione del gomito per l'alloggiamento del termometro.
La testa di Claisen è utilizzata per migliorare le condizioni di distillazione, in quanto in questa tecnica è fondamentale la conoscenza della temperatura del vapore che distilla, la testa di Claisen permette il corretto posizionamento del termometro evitando che gocce di liquido che condensano sul bulbo possano interferire sulla misura della temperatura.